# Генри, герцог Глостерский
Ге́нри Уи́льям Фре́дерик А́льберт (англ. Henry William Frederick Albert; 31 марта 1900[…], Норфолк — 10 июня 1974, поместье Барнуэлл, Barnwell) — принц, герцог Глостер, граф Ольстер, барон Каллоден (англ. Duke of Gloucester, Earl of Ulster, and Baron Culloden), британский фельдмаршал (1955), маршал королевских ВВС (1958), член британской королевской семьи, третий сын Георга V и королевы Марии. Титул герцога Глостерского присвоен ему отцом в день 28-летия 31 марта 1928. После отречения Эдуарда VIII и вступления на трон своего старшего брата Георга VI был объявлен регентом своей племянницы Елизаветы II до её совершеннолетия в случае смерти Георга VI (так как Георг VI умер в 1952 году, когда Елизавета уже была совершеннолетней, то это не понадобилось).

## Биография
В 1940—1944 годах служил в ПВО Ольстера. Занимал пост генерал-губернатора Австралии с 30 января 1945 по 11 марта 1947. На момент своей смерти в 1974 году являлся последним рыцарем Ордена Святого Патрика.
Был женат на Алисе Монтегю-Дуглас-Скотт (25 декабря 1901 — 29 октября 2004; рекорд долгожительства среди членов королевской семьи), получившей после смерти мужа в качестве исключения титул принцессы Великобритании (обычно его имеют только члены семьи по рождению, а не браку). От этого брака родились два сына:
- принц Уильям Глостерский (18 декабря 1941 — 28 августа 1972), погиб в авиационной катастрофе, женат не был.
- Ричард (р. 26 августа 1944), после смерти отца в 1974 — герцог Глостерский, женат на Бригитте ван Дёрс и имеет потомство.

## Звания в армии и Королевских ВВС
- Маршал Королевских ВВС (1 января 1958)
- фельдмаршал (31 марта 1955)
- полный генерал и главный маршал авиации (27 октября 1944)
- генерал-лейтенант и маршал авиации (17 сентября 1941)
- генерал-майор и вице-маршал авиации (1 января 1937)

## Личный герб и награды

### Награды
| Страна         | Дата         | Награда                                                                             | Награда                                                                             | Литеры   |
| -------------- | ------------ | ----------------------------------------------------------------------------------- | ----------------------------------------------------------------------------------- | -------- |
| Великобритания | 22 июня 1911 | Коронационная медаль короля Георга V                                                | Коронационная медаль короля Георга V                                                |          |
| Англия         | 1921         | Рыцарь ордена Подвязки                                                              | Рыцарь ордена Подвязки                                                              | KG       |
| Великобритания | 1922         | Рыцарь Большого креста Королевского Викторианского ордена                           | Рыцарь Большого креста Королевского Викторианского ордена                           | GCVO     |
| Дания          | 1924         | Рыцарь ордена Слона                                                                 | Рыцарь ордена Слона                                                                 | R. af E. |
| Япония         | 1929         | Кавалер Высшего ордена Хризантемы                                                   | Кавалер Высшего ордена Хризантемы                                                   |          |
| Шотландия      | 1931         | Рыцарь ордена Чертополоха                                                           | Рыцарь ордена Чертополоха                                                           | KT       |
| Великобритания | 1932         | Рыцарь Королевской Викторианской цепи                                               | Рыцарь Королевской Викторианской цепи                                               |          |
| Ирландия       | 1934         | Рыцарь ордена Святого Патрика                                                       | Рыцарь ордена Святого Патрика                                                       | KP       |
| Великобритания | 1935         | Рыцарь Большого креста ордена Святого Михаила и Святого Георгия                     | Рыцарь Большого креста ордена Святого Михаила и Святого Георгия                     | GCMG     |
| Великобритания | 6 мая 1935   | Медаль Серебряного юбилея короля Георга V                                           | Медаль Серебряного юбилея короля Георга V                                           |          |
| Великобритания | 1937         | Коронационная медаль короля Георга VI                                               | Коронационная медаль короля Георга VI                                               |          |
| Великобритания |              | Великий Мастер                                                                      | ордена Бани                                                                         |          |
| Великобритания | 1951         | Рыцарь Большого креста                                                              | ордена Бани                                                                         | GCB      |
| Швеция         | 8 июня 1952  | Рыцарь ордена Серафимов                                                             | Рыцарь ордена Серафимов                                                             | RSerafO  |
| Великобритания | 1953         | Коронационная медаль королевы Елизаветы II                                          | Коронационная медаль королевы Елизаветы II                                          |          |
| Германия       | 1958         | Кавалер Большого креста ордена «За заслуги перед Федеративной Республикой Германия» | Кавалер Большого креста ордена «За заслуги перед Федеративной Республикой Германия» |          |
| Великобритания |              | Байлиф Большого креста ордена Святого Иоанна Иерусалимского (Великобритания)        | Байлиф Большого креста ордена Святого Иоанна Иерусалимского (Великобритания)        | GCStJ    |
| Норвегия       |              | Кавалер Большого креста ордена Святого Олафа                                        | Кавалер Большого креста ордена Святого Олафа                                        |          |

Как член королевской семьи, имел личный герб, основанный на гербе монарха Соединенного Королевства.

### Блазон
Четверочастный щит: в первом и четвёртом поле герб Англии — три золотых леопарда с лазоревым вооружением в червлёном поле, во втором поле герб Шотландии — в золотом поле с червлёной двойной внутренней каймой, проросшей лилиями червлёный восстающий лев с лазоревым вооружением, в третьем поле герб Ирландии — золотая арфа с серебряными струнами в лазоревом поле. Поверх щита серебряное титло о трёх концах, крайние из которых обременены крестом святого Георгия, а центральный — червлённым леопардом с лазуревым вооружением и языком.
Щит окружает лента ордена Подвязки.
Щитодержатели: справа — британский, коронованный открытой короной детей суверена, лев c серебряным титлом (как в щите) на шее; слева — шотландский единорог с короной детей суверена и серебряным титлом (как в щите) на шее.
Щит коронован короной детей суверена с шапкой пэра внутри.
Нашлемник: золотой, коронованный открытой короной детей суверена, леопард с серебряным титлом (как в щите) на шее, стоящий на короне детей суверена.